# ダニエル・カブレラ (投手)
ダニエル・アルベルト・カブレラ・クルーズ（Daniel Alberto Cabrera Cruz , 1981年5月28日 - ）は、ドミニカ共和国サンペドロ・デ・マコリス州サンペドロ・デ・マコリス出身の元プロ野球選手（投手）。右投右打。

## 経歴

### オリオールズ時代

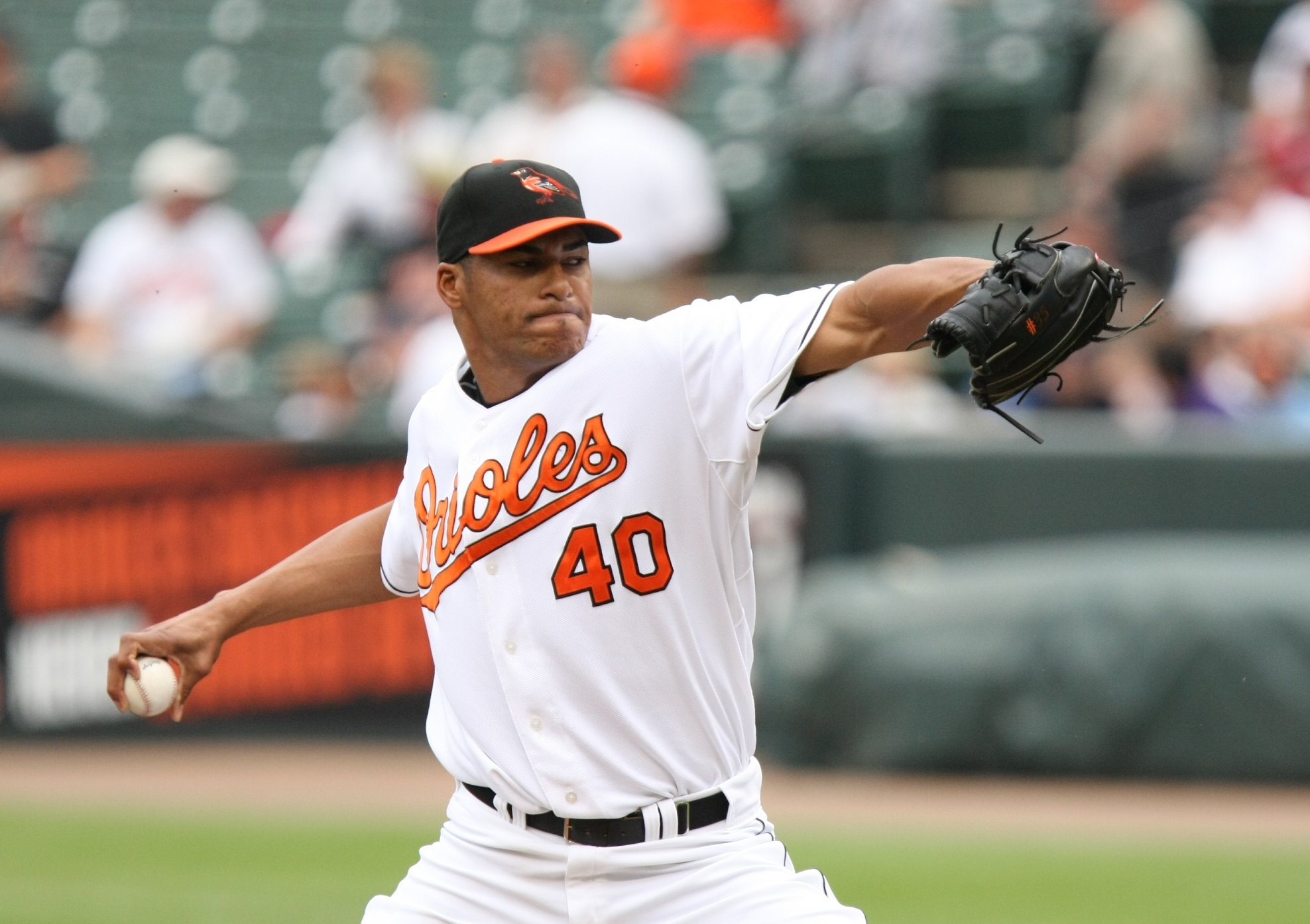
ボルチモア・オリオールズ時代
（2008年5月14日）

1999年、アマチュア・フリーエージェントでボルチモア・オリオールズと契約し入団。
2004年5月13日、対シカゴ・ホワイトソックス戦（ダブルヘッダー第1試合）においてメジャーデビューを果たす。エリック・デュボーズら先発ローテーションの若手4投手が不調に陥っていた当時のオリオールズにおいて、デビュー戦から2連勝を記録したカブレラは「救世主的な存在になる」と期待された。最終的にこの年はチーム2位の12勝を挙げたが、防御率は5.00、与四球89はリーグワースト3位だった。
2005年は、2年連続となる2桁勝利を挙げ、防御率は4点台に消化したが、1年目と同じように四球の多さが目立った。
2006年開幕前の3月に第1回ワールド・ベースボール・クラシック（WBC）のドミニカ共和国代表に選出され、ベネズエラ戦に登板した。シーズンでは、オリオールズが招聘した名投手コーチとして知られるレオ・マゾーニーの下では投球フォームを変え、「凄く投げやすくなった」と発言し、今年はブレイクすると球団から期待されてシーズンに臨んだ。しかし制球難を克服することはできず、3年連続の2桁勝利を逃したうえ、規定投球回に満たないにもかかわらず与四球・暴投の2部門でリーグ最多となってしまった。ただ、この年の9月12日からは「眼鏡をかける」という、まるで映画『メジャーリーグ』のような解決法を試み、実際に数字が向上させた。オフには視力矯正手術を受けた。
2007年のシーズン中も、前年に引き続き投手コーチのマゾーニーとともに投球フォームを改善し、さらに精神面の強化にも取り組んだ。こうしたトレーニングの結果、この年も与四球はリーグワーストだったが、与四球率は前年の6.32から4.76に向上した。しかし、制球を重視したことで今度は球威がなくなってしまい、被本塁打が前年の倍以上に増加、防御率も自己最低の5.55となり、リーグ最多敗戦となる18敗を記録してしまった。
2008年も負け数が先行し、8勝10敗、防御率5.25という成績に終わった。

### ナショナルズ時代
2008年12月29日にワシントン・ナショナルズと1年契約を結んだ。
2009年は8試合に先発登板したが勝ち星を挙げられず、5月26日にDFAとなり、その後自由契約となった。

### ダイヤモンドバックス時代
2009年8月3日にアリゾナ・ダイヤモンドバックスとマイナー契約を結んだ。ここでも未勝利に終わり、オフの11月4日にFAとなった。

### エンゼルス傘下時代
2010年1月14日にシカゴ・ホワイトソックスとマイナー契約を結んだが、スプリングトレーニング中の3月17日に自由契約となった。6月10日にロサンゼルス・エンゼルス・オブ・アナハイムとマイナー契約を結んだが、8月にトミー・ジョン手術を受け、オフの11月6日にFAとなった。
2011年はいずれの球団にも所属せず、前年の手術からのリハビリに専念した。

### パイレーツ傘下時代
2012年1月23日にピッツバーグ・パイレーツとマイナー契約を結んだ。

### ダイヤモンドバックス復帰
2012年8月16日にトレードでアリゾナ・ダイヤモンドバックスへ移籍した。この年は移籍前の成績を含め、24試合に先発して7勝8敗、防御率4.23、WHIP1.33の成績を残した。

### 中日時代
2012年12月14日に1年総額65万ドルで中日ドラゴンズとの契約合意が発表された。
2013年、キャンプでは首痛や脹脛痛などを訴え、たびたび練習を休んでいた。そのためオープン戦には中継ぎで1試合にしか登板しなかったものの、開幕ローテーション入りを果たした。4月4日の阪神タイガース戦で来日初登板・初先発し、7回無失点の好投を見せた。しかし、6月5日のオリックス・バファローズ戦において、5回途中に「脇腹への激しい痛み」を訴え、病院での検査の結果、肋骨を骨折していたと診断された。これにより、骨がくっつくまでに4 - 6週間かかるとされ、前半戦の残りは絶望的となった。オールスターゲーム明けとなる7月27日の読売ジャイアンツ戦で復帰。9月7日の東京ヤクルトスワローズ戦で7回4安打1失点7奪三振の好投で実に11試合ぶりとなる、復帰後初勝利を挙げた。9月14日の横浜DeNAベイスターズ戦では8回2失点とし、自己最多の12奪三振を奪ったが、味方の援護がなく敗戦投手となった。好投しても味方の援護が少なく勝ち星は伸びなかったが、来日1年目は20試合に先発し、6勝5敗、防御率3.09という成績を残した。
2014年は、14試合に登板したが、5勝7敗、防御率が4.09という成績に終わり、シーズン終了後の11月28日に自由契約公示された。

### 中日退団後
2015年2月21日にシンシナティ・レッズとマイナー契約を結んだが、5月6日に自由契約となった。
2015年5月27日にメキシカンリーグのキンタナロー・タイガースと契約。11月には第1回WBSCプレミア12にドミニカ共和国代表で出場。先発登板したオープニングラウンドの日本戦では元チームメイトの平田良介らと対戦し、5回2失点の投球内容だった。
2016年開幕前の3月28日に自由契約となった。

## 選手としての特徴

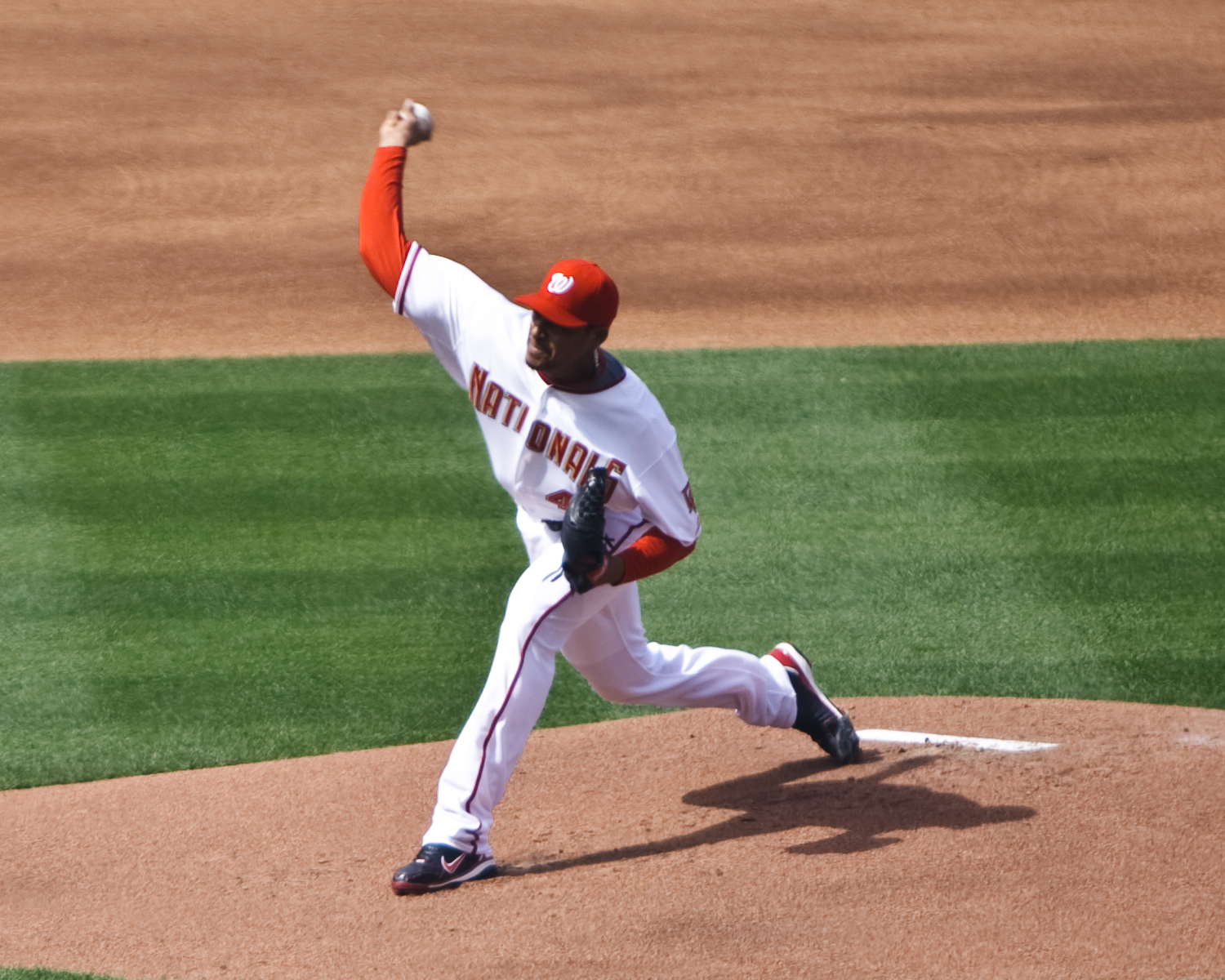
ワシントン・ナショナルズ時代
（2009年4月13日）

203cmの長身と真上から振り下ろすオーバースローから平均球速93mph（約150km/h）、最速100mph（約161km/h）の速球と、アーサー・ローズが比較対象に挙げられた落差の大きいパワーカーブ（スラーブとも呼ばれる）を中心とし、チェンジアップも混ぜる。
速球は100mph（約161km/h）以上をシーズン40球近く計測し、2005年にはベースボールアメリカ誌が集めたアメリカンリーグの全監督へのアンケートの「ベスト・ファストボール」部門で1位にランクインした。しかし、メジャーのスカウトから「制球さえ安定すればサイ・ヤング賞級の素材」と評されたようにメジャー通算与四球率5.24と制球力に非常に難があり、本人も「俺の人生はずっと四球さ」と自虐するほど。球種ごとに投球フォームが違い、フォームが定まらないため登板ごとに制球力にばらつきがあり、特に変化球の制球に苦しんでいた。
トミー・ジョン手術から復帰した2012年からは球速が90mph（約145km/h）前後に落ち、2012年にはマイナーでの与四球率2.86を記録するなど制球がやや安定している。
大柄な体格ゆえ、クイックを苦手とし2013年には23回走られ22回の盗塁を許した。中日移籍当初はこれを相手に突かれた為に成績が安定しなかったが、骨折による二軍落ちを経て投手コーチの指導によりある程度改善し、安定した投球を披露するようになった。
メジャー、AAA級ともに安打を記録しておらず、打撃が非常に苦手な投手である。なお、2013年に日米通じてプロ入り初安打を記録した。

## 人物
逆上しやすい性格と投球頭脳に欠けていることで有名で、2007年9月7日のボストン・レッドソックス戦の4回二死三塁の場面で、投手コーチのレオ・マゾーニーからセットポジションでの投球を指示されていたがワインドアップモーションで投球を始める。また、三塁走者のココ・クリスプのフェイントモーションに引っ掛かりボークを喫し、それに逆上して打席のダスティン・ペドロイアの頭付近へ危険球を投げ退場処分を受ける。さらにその処分に抗議して暴れたため両チームが入り乱れるもみ合いに発展し、6試合の出場停止処分を受けた。この事件から、ファンの間で『100万ドルの速球と10セントのおつむ』と揶揄されるようになった。
登板前は、超マイペースで独自の調整法を貫いている。
好きな投手はペドロ・マルティネス。
日本に来てから気に入った食べ物はチャーハン。

## 詳細情報

### 年度別投手成績
| 年 度    | 球 団    | 登 板 | 先 発 | 完 投 | 完 封 | 無 四 球 | 勝 利 | 敗 戦 | セ 丨 ブ | ホ 丨 ル ド | 勝 率 | 打 者 | 投 球 回 | 被 安 打 | 被 本 塁 打 | 与 四 球 | 敬 遠 | 与 死 球 | 奪 三 振 | 暴 投 | ボ 丨 ク | 失 点 | 自 責 点 | 防 御 率 | W H I P |
| -------- | -------- | ----- | ----- | ----- | ----- | -------- | ----- | ----- | -------- | ----------- | ----- | ----- | -------- | -------- | ----------- | -------- | ----- | -------- | -------- | ----- | -------- | ----- | -------- | -------- | ------- |
| 2004     | BAL      | 28    | 27    | 1     | 1     | 0        | 12    | 8     | 1        | 0           | .600  | 662   | 147.2    | 145      | 14          | 89       | 2     | 2        | 76       | 12    | 0        | 85    | 82       | 5.00     | 1.58    |
| 2005     | BAL      | 29    | 29    | 0     | 0     | 0        | 10    | 13    | 0        | 0           | .435  | 716   | 161.1    | 144      | 14          | 87       | 2     | 11       | 157      | 9     | 1        | 92    | 81       | 4.52     | 1.43    |
| 2006     | BAL      | 26    | 26    | 2     | 1     | 0        | 9     | 10    | 0        | 0           | .474  | 662   | 148.0    | 130      | 11          | 104      | 1     | 5        | 157      | 17    | 1        | 82    | 78       | 4.74     | 1.58    |
| 2007     | BAL      | 34    | 34    | 1     | 0     | 0        | 9     | 18    | 0        | 0           | .333  | 922   | 204.1    | 207      | 25          | 108      | 6     | 15       | 166      | 7     | 2        | 133   | 126      | 5.55     | 1.54    |
| 2008     | BAL      | 30    | 30    | 2     | 0     | 1        | 8     | 10    | 0        | 0           | .444  | 821   | 180.0    | 199      | 24          | 90       | 5     | 18       | 95       | 15    | 2        | 109   | 105      | 5.25     | 1.61    |
| 2009     | WSH      | 9     | 8     | 0     | 0     | 0        | 0     | 5     | 0        | 0           | .000  | 207   | 40.0     | 48       | 4           | 35       | 1     | 2        | 16       | 10    | 0        | 39    | 26       | 5.85     | 2.08    |
| 2009     | ARI      | 6     | 1     | 0     | 0     | 0        | 0     | 1     | 0        | 0           | .000  | 51    | 11.0     | 11       | 0           | 7        | 0     | 2        | 7        | 1     | 0        | 8     | 8        | 6.55     | 1.64    |
| '09計    | ARI      | 15    | 9     | 0     | 0     | 0        | 0     | 6     | 0        | 0           | .000  | 258   | 51.0     | 59       | 4           | 42       | 1     | 4        | 23       | 11    | 0        | 47    | 34       | 6.00     | 1.98    |
| 2013     | 中日     | 20    | 20    | 0     | 0     | 0        | 6     | 5     | 0        | 0           | .545  | 492   | 116.2    | 109      | 6           | 36       | 1     | 6        | 98       | 4     | 0        | 48    | 40       | 3.09     | 1.24    |
| 2014     | 中日     | 14    | 14    | 0     | 0     | 0        | 5     | 7     | 0        | 0           | .417  | 342   | 77       | 77       | 4           | 39       | 0     | 4        | 59       | 3     | 1        | 41    | 35       | 4.09     | 1.51    |
| MLB：6年 | MLB：6年 | 162   | 155   | 6     | 2     | 1        | 48    | 65    | 1        | 0           | .425  | 4041  | 892.1    | 884      | 92          | 520      | 17    | 55       | 674      | 71    | 6        | 548   | 506      | 5.10     | 1.57    |
| NPB：2年 | NPB：2年 | 34    | 34    | 0     | 0     | 0        | 11    | 12    | 0        | 0           | .478  | 834   | 193.2    | 186      | 10          | 75       | 1     | 10       | 157      | 7     | 1        | 89    | 75       | 3.49     | 1.35    |

- 各年度の太字はリーグ最高

### 年度別守備成績
| 年 度 | 球 団 | 投手（P） | 投手（P） | 投手（P） | 投手（P） | 投手（P） | 投手（P） |
| 年 度 | 球 団 | 試 合     | 刺 殺     | 補 殺     | 失 策     | 併 殺     | 守 備 率  |
| ----- | ----- | --------- | --------- | --------- | --------- | --------- | --------- |
| 2004  | BAL   | 28        | 9         | 6         | 1         | 0         | .938      |
| 2005  | BAL   | 29        | 11        | 12        | 1         | 0         | .958      |
| 2006  | BAL   | 26        | 4         | 13        | 0         | 2         | 1.000     |
| 2007  | BAL   | 34        | 5         | 12        | 1         | 0         | .944      |
| 2008  | BAL   | 30        | 8         | 11        | 1         | 0         | .950      |
| 2009  | WSH   | 9         | 1         | 1         | 0         | 0         | 1.000     |
| 2009  | ARI   | 6         | 0         | 1         | 0         | 0         | 1.000     |
| '09計 | ARI   | 15        | 1         | 2         | 0         | 0         | 1.000     |
| 2013  | 中日  | 20        | 2         | 18        | 2         | 0         | .909      |
| 2014  | 中日  | 9         | 3         | 6         | 0         | 1         | 1.000     |
| MLB   | MLB   | 162       | 38        | 56        | 4         | 2         | .959      |
| NPB   | NPB   | 34        | 5         | 24        | 2         | 1         | .935      |

### 記録
NPB投手記録
- 初登板・初先発・初勝利：2013年4月4日、対阪神タイガース3回戦（京セラドーム大阪）、7回無失点[13]
- 初奪三振：同上、2回裏にブルックス・コンラッドから空振り三振

NPB打撃記録
- 初安打：2013年8月10日、対阪神タイガース14回戦（ナゴヤドーム）、2回裏に能見篤史から捕手内野安打[27]

### 背番号
- 35 （2004年 - 2007年）
- 40 （2008年）
- 45 （2009年）
- 56 （2009年）
- 70 （2013年）
- 99 （2014年）

### 登場曲
- 「We Fly High」ジム・ジョーンズ（2014年 - 、打席時）
- 「Black Magic f. Rick Ross」ミーク・ミル（2014年 - 、登板時）

### 代表歴
- 2006 ワールド・ベースボール・クラシック・ドミニカ共和国代表
- 2015 WBSCプレミア12 ドミニカ共和国代表